# Ernest Édouard Martens
 (mars 2016).
Si vous disposez d'ouvrages ou d'articles de référence ou si vous connaissez des sites web de qualité traitant du thème abordé ici, merci de compléter l'article en donnant les références utiles à sa vérifiabilité et en les liant à la section « Notes et références ».
Pour les articles homonymes, voir Martens.

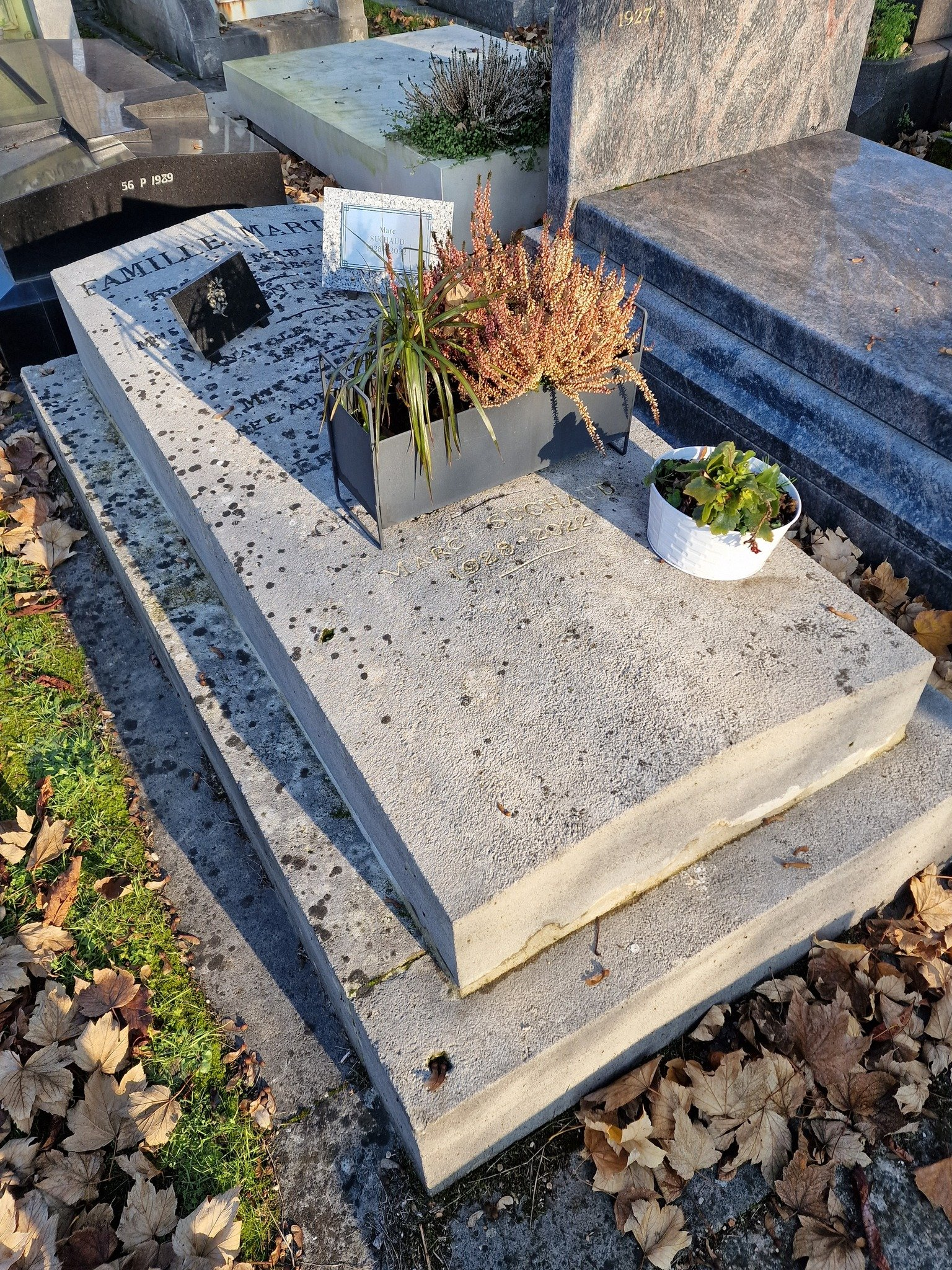
Vue de la sépulture au cimetière du Montparnasse.

Ernest Édouard Martens né à Paris le 5 juin 1865 et mort au Plessis-Robinson le 25 février 1926 est un peintre français.

## Biographie
Second enfant d'Édouard Martens, de nationalité belge, et d'Adèle Hersent son épouse, née à Neuilly-sur-Seine, Ernest Édouard Martens a une sœur, Marie (née en 1863).
Après ses études à Passy, il s'inscrit en 1883 à l'école de dessin de la Ville de Paris. Il fait ses premières expositions vers 1893 et débute au Salon des artistes français de 1896.
De ses voyages, il rapporte des vues de Bruges, de la Bretagne, ainsi que de l'Ardèche, où il passera trois ans à Ruoms pour se soigner d'une tuberculose. Il pratiquait également l'encadrement et la restauration.
En 1902, il épouse Lucie qui sera son modèle préféré et dont il divorcera en 1922.
Lors de la Première Guerre mondiale, il se retrouve infirmier au château de Condé-sur-Iton.
Malade, il vient vivre chez sa sœur au Plessis-Robinson, où il meurt le 25 février 1926.

## Salons
- Salon des artistes français :
  - 1897 : Le Printemps trouve des oiseaux morts dans le bois, huile sur toile, œuvre primée ; Le Printemps, huile sur toile.

## Œuvres dans les collections publiques
- Paris : 
  - Collège de France : panneaux décoratifs.
  - faculté de médecine de Paris, bibliothèque : panneaux décoratifs.
  - palais de Justice, Cour de Cassation : panneaux décoratifs.
- Perpignan, musée Hyacinthe Rigaud : Paresse, 1908, huile sur toile, 265 × 225 cm[1].

Œuvres non sourcées attribuées à Ernest Édouard Martens
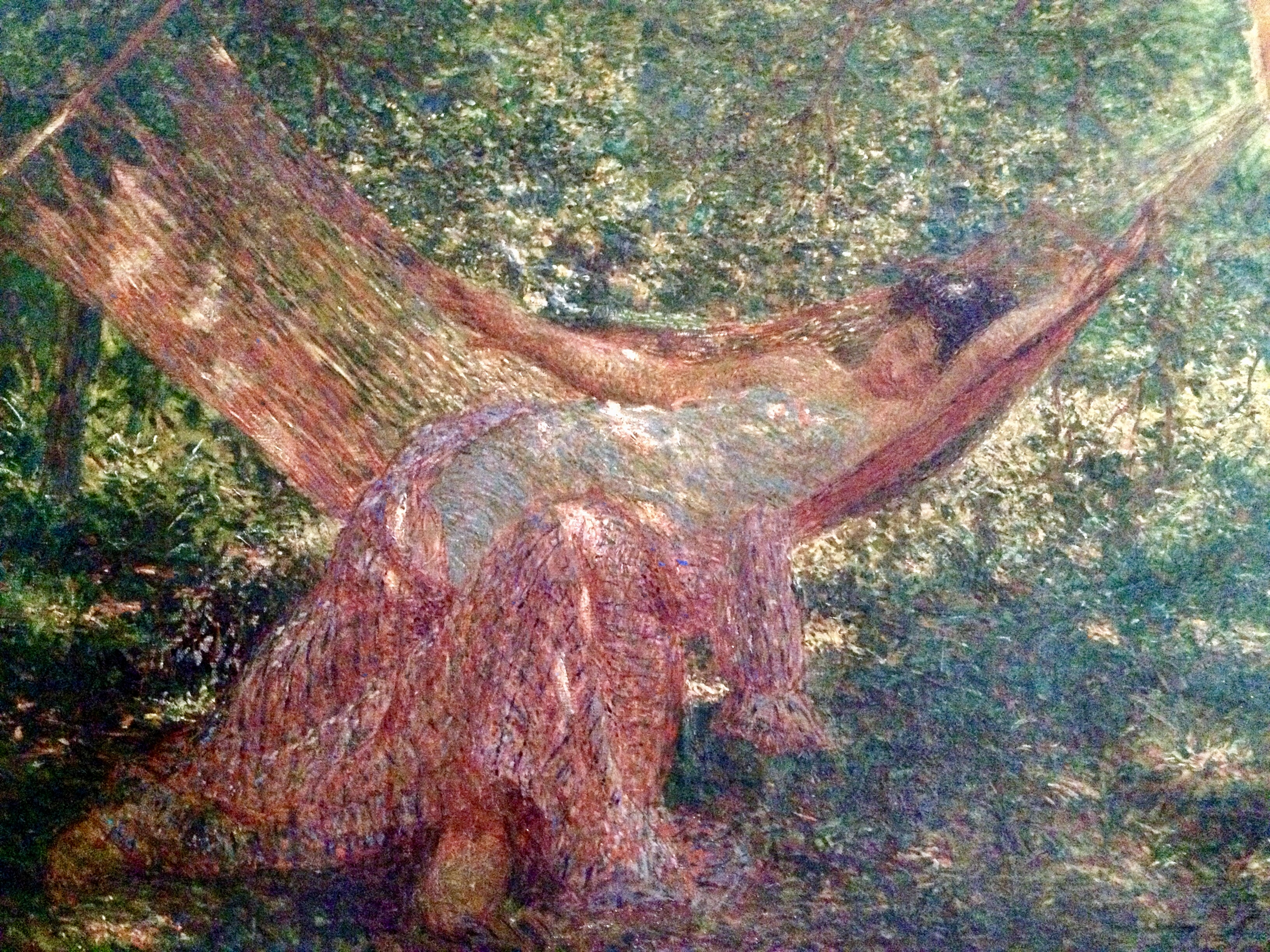
Jeune femme au hamac, localisation inconnue.
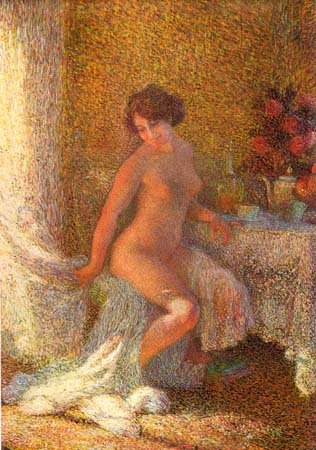
Rayon de soleil, localisation inconnue.
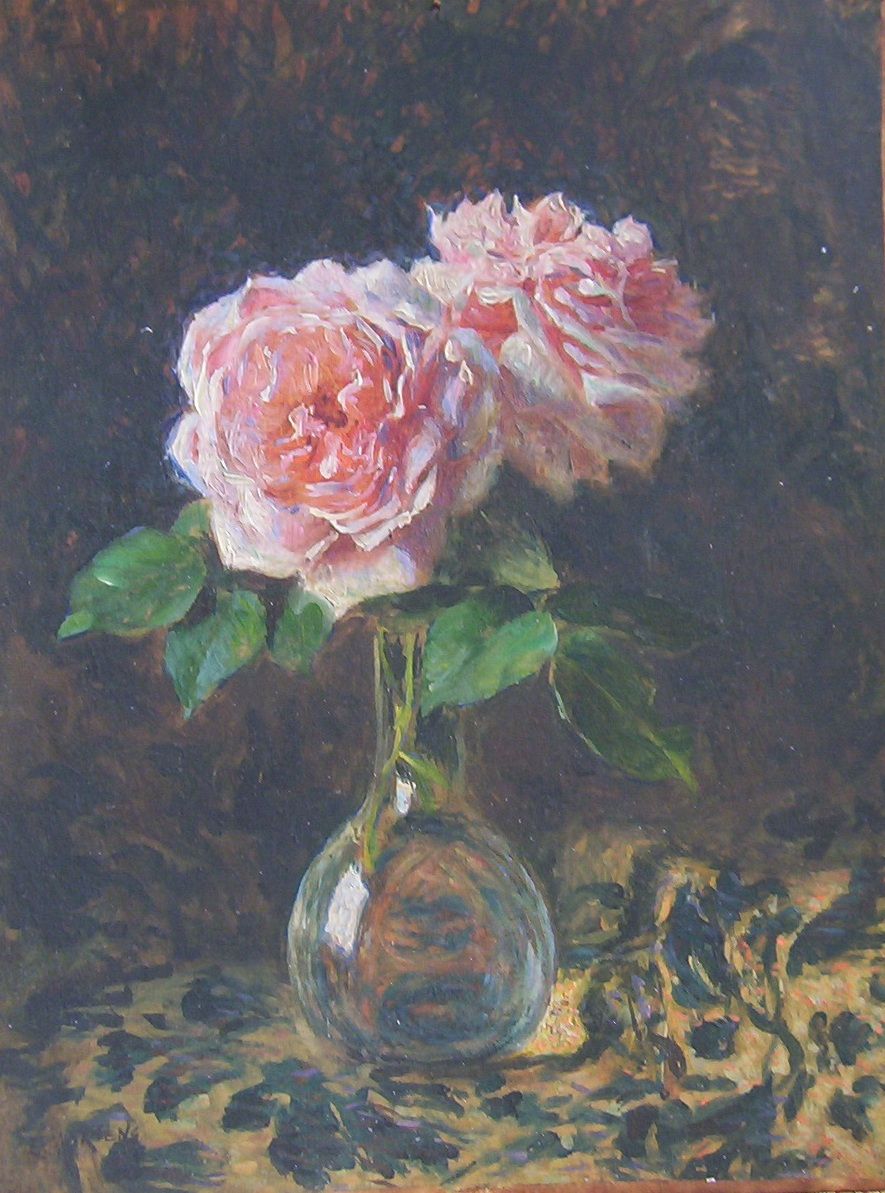
Bouquet de roses, localisation inconnue.
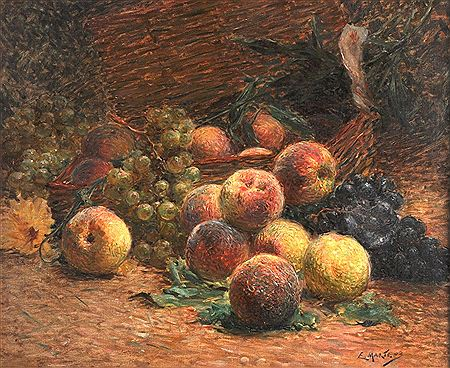
Nature morte aux fruits, localisation inconnue.
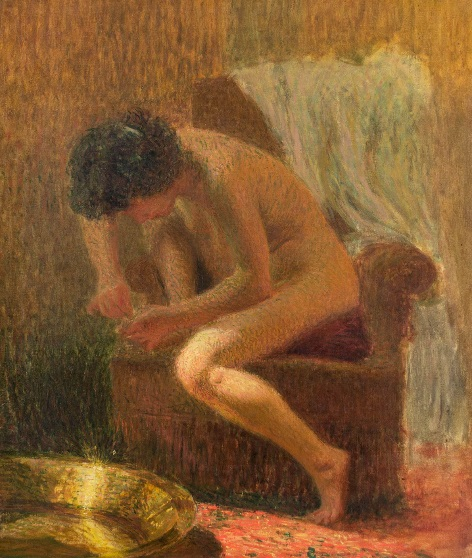
Jeune femme à l'épine, localisation inconnue.
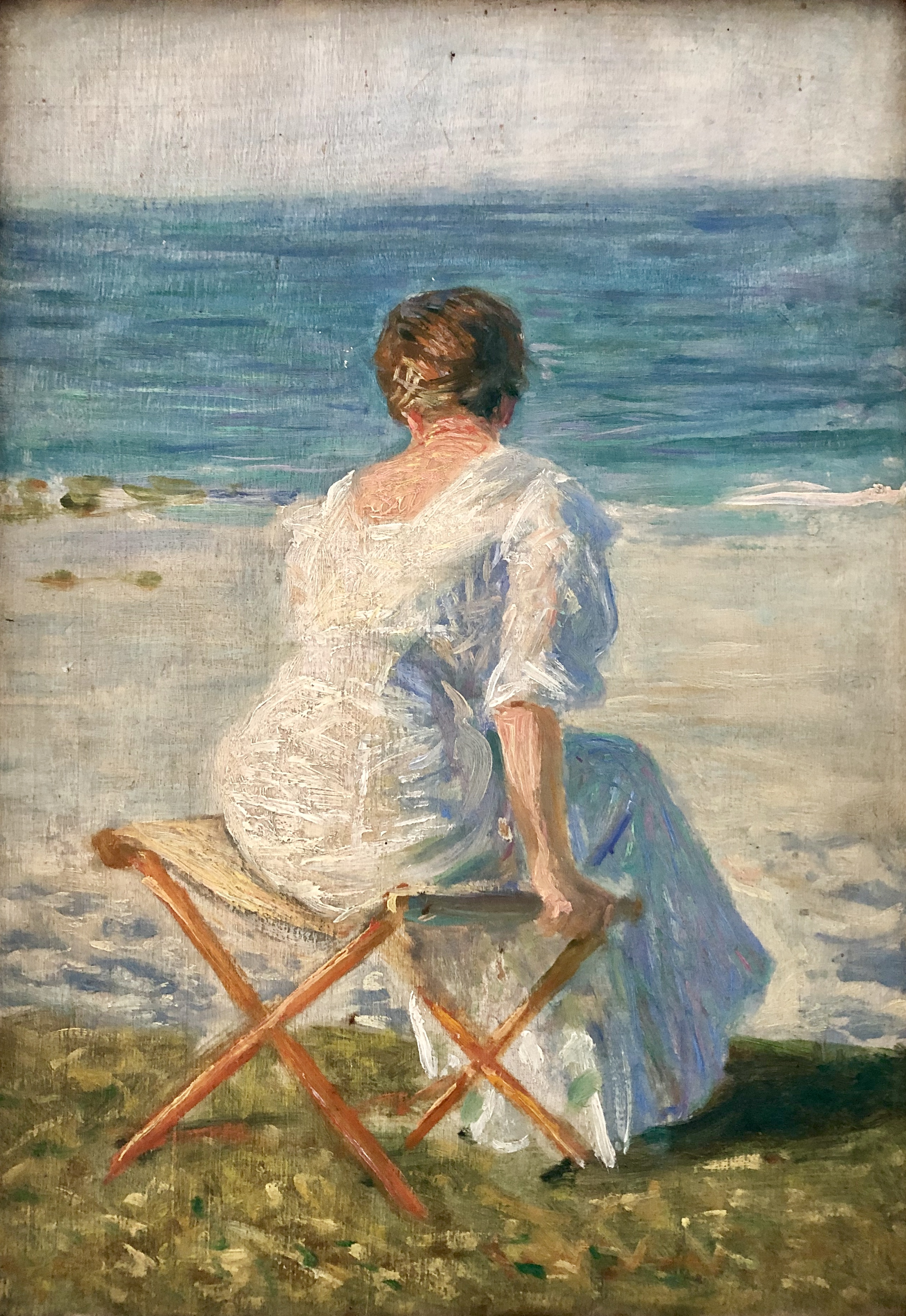
Femme face à la mer, localisation inconnue.
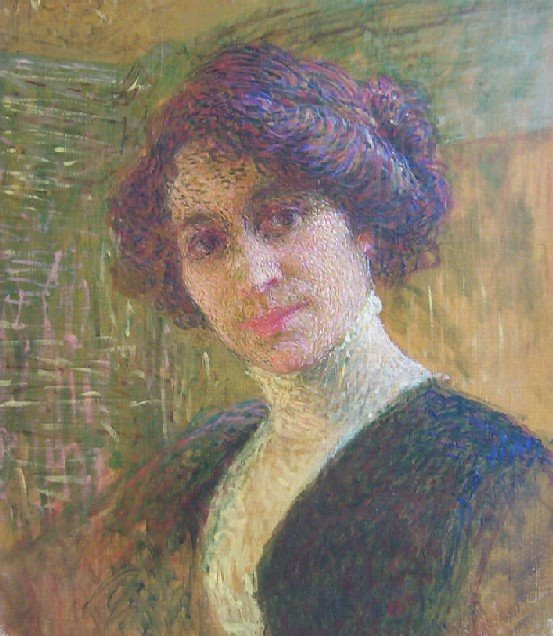
Femme en buste, localisation inconnue.
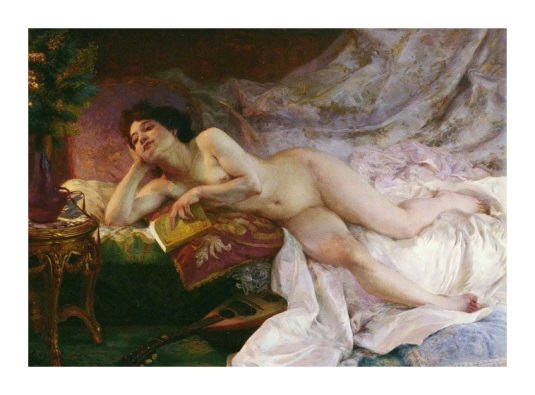
La dernière page du roman, localisation inconnue.
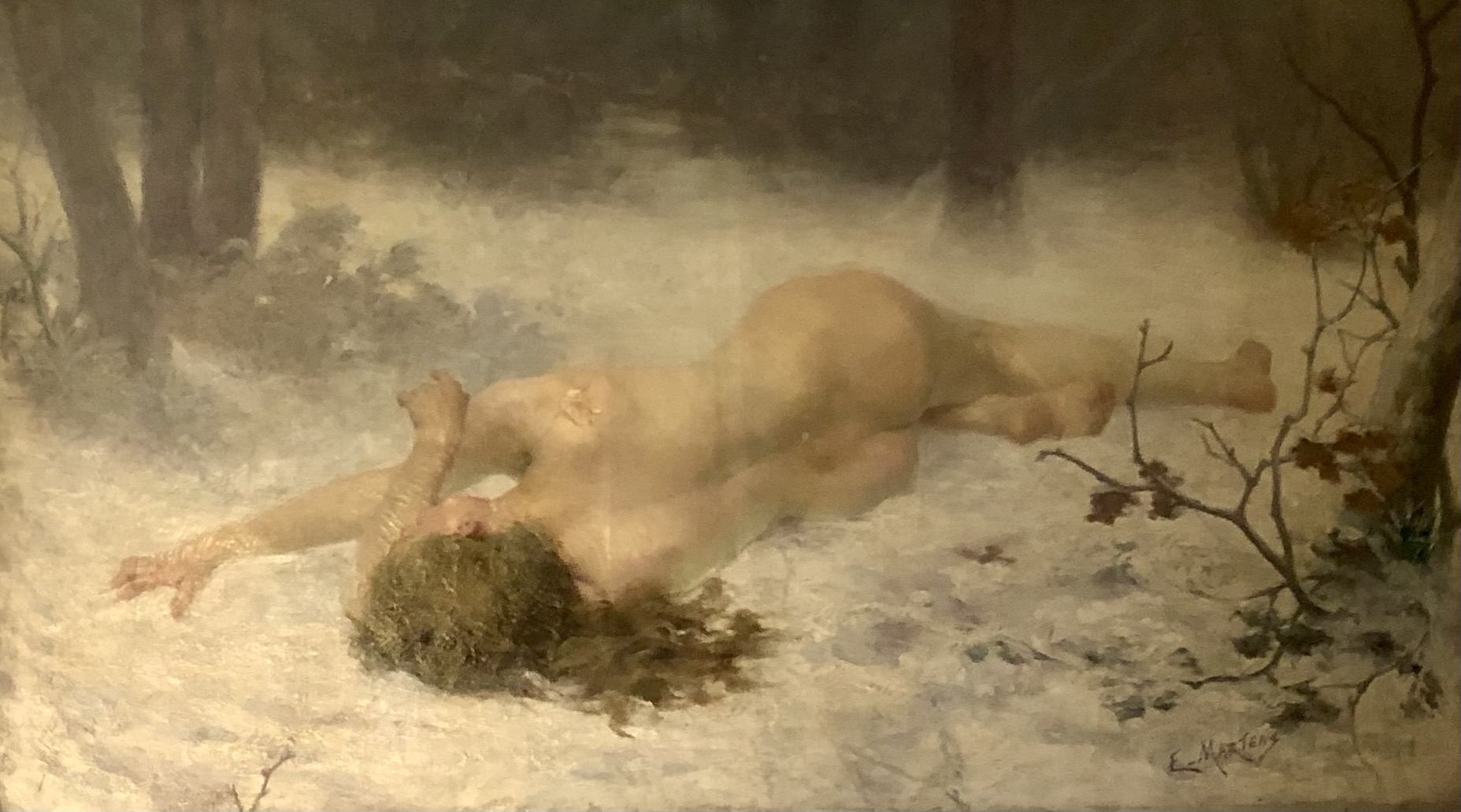
Nu l'hiver, localisation inconnue.
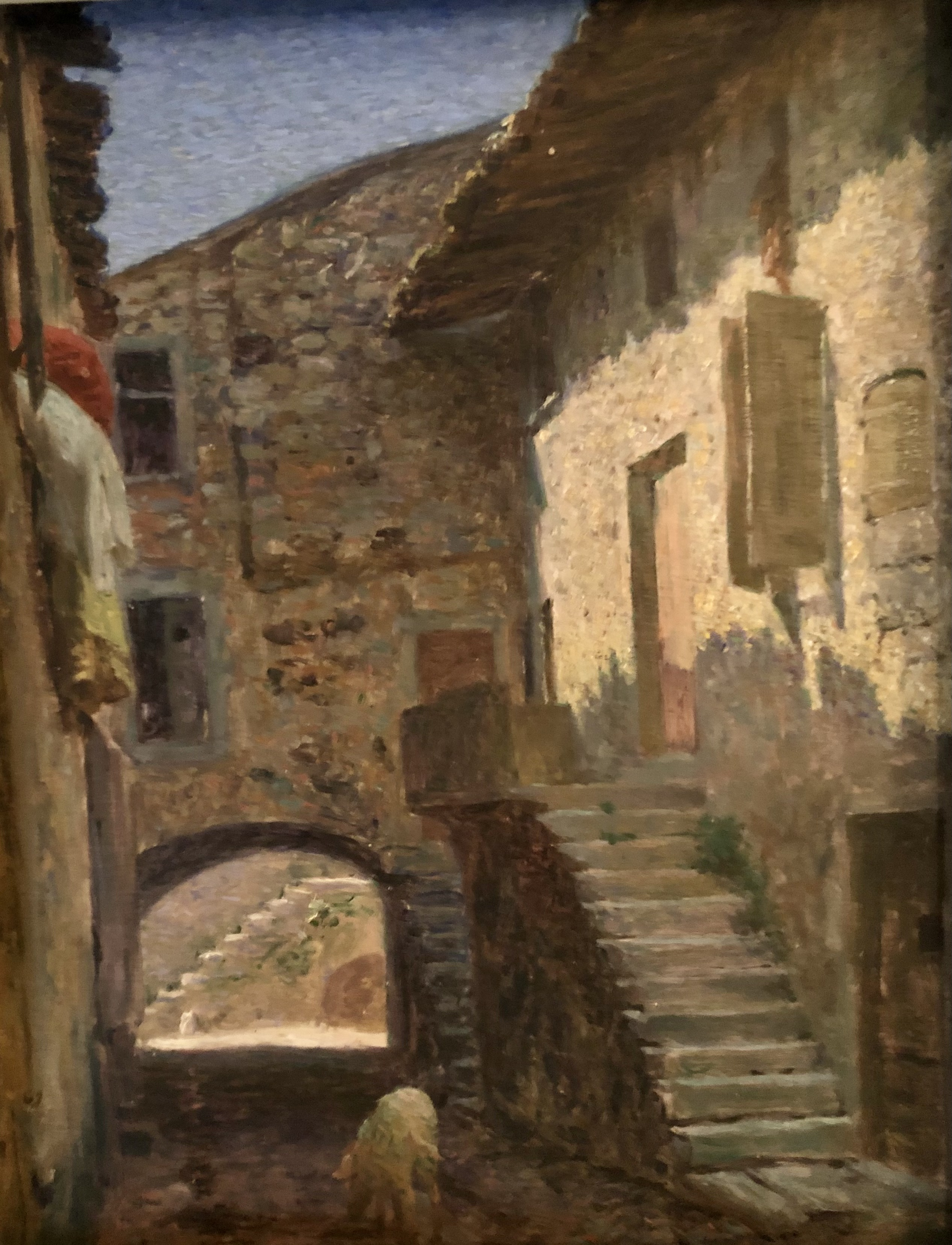
Rue à Ruoms, localisation inconnue.
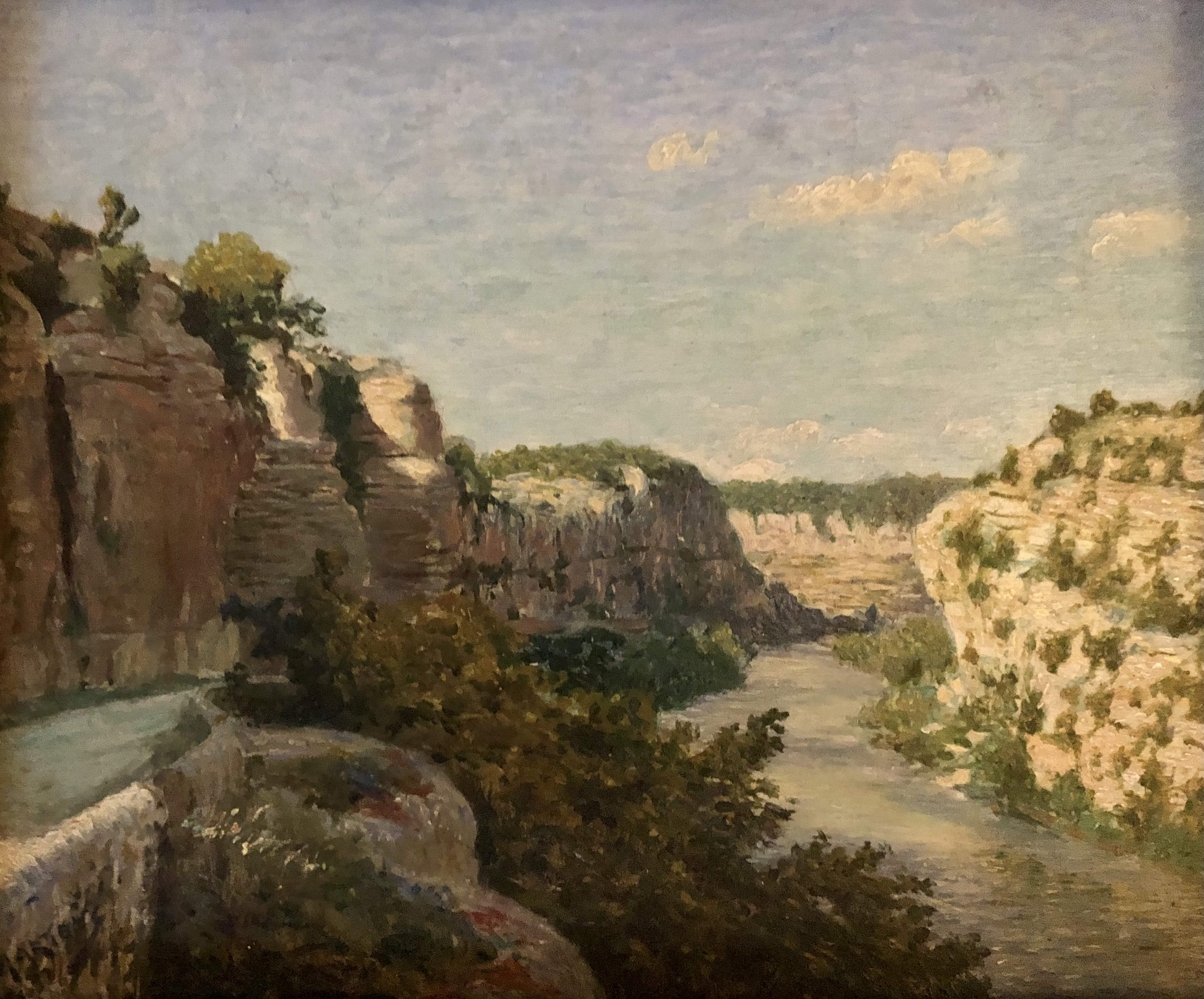
Gorges de l'Ardèche à Ruoms, localisation inconnue.
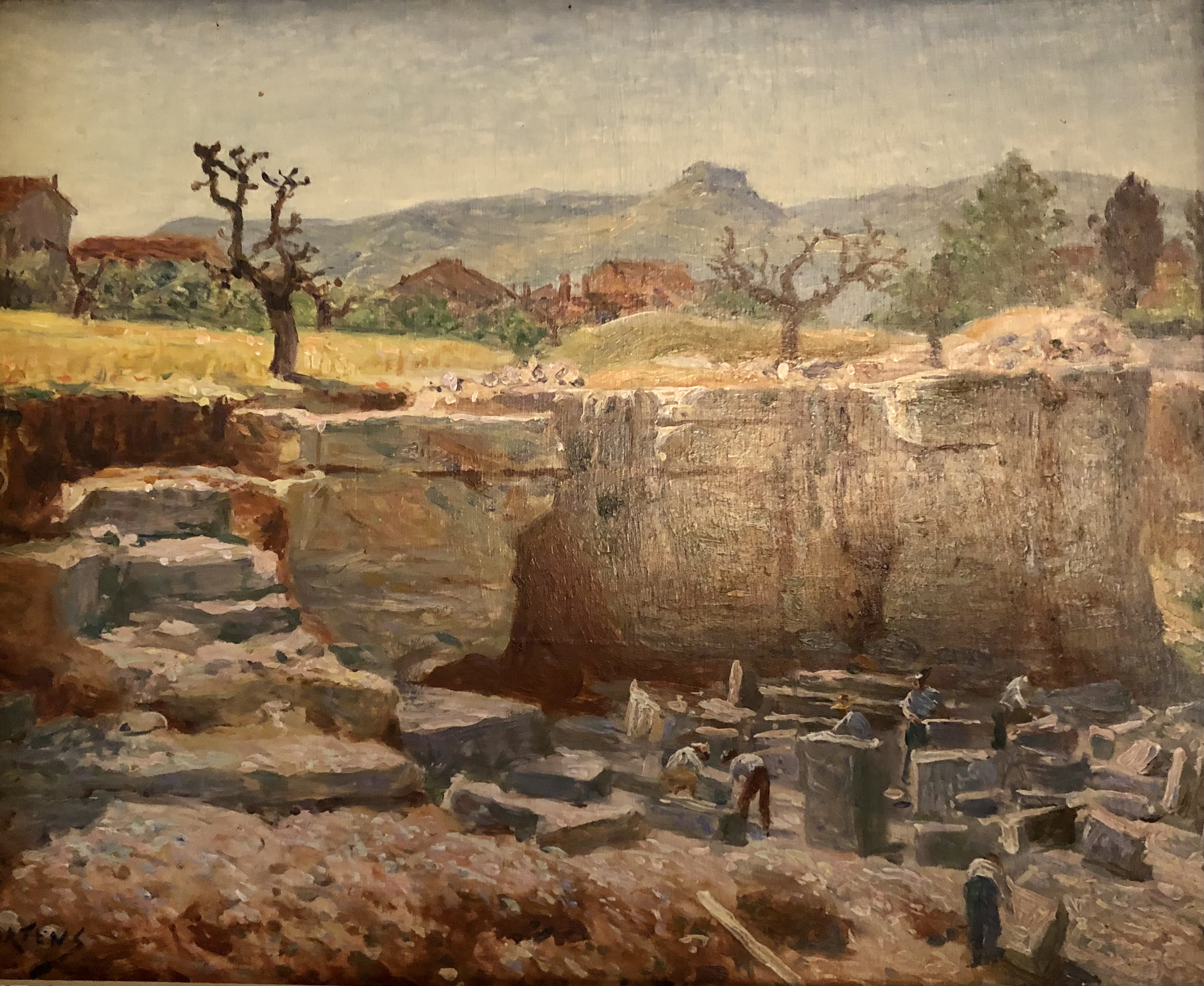
Carrières de Ruoms, localisation inconnue.
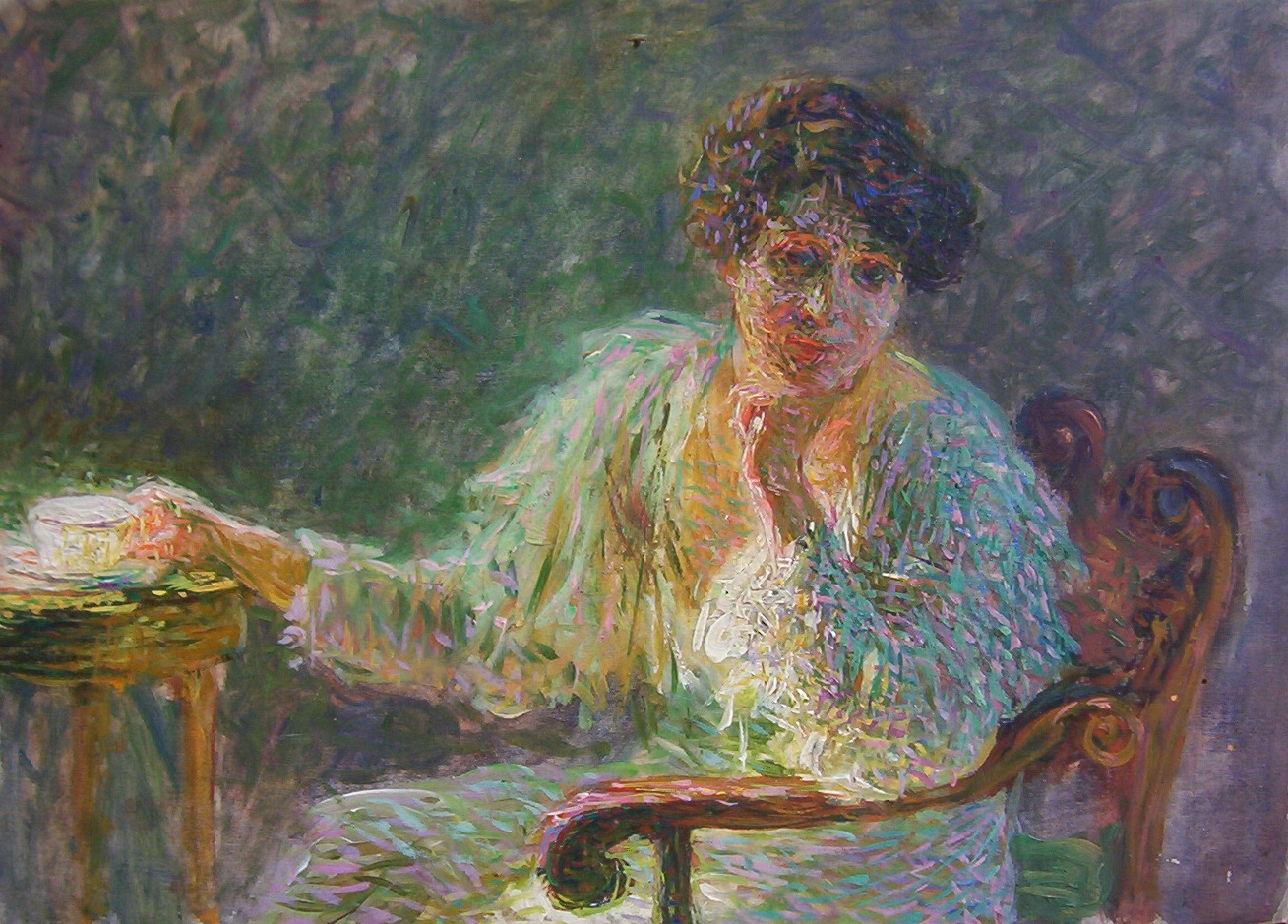
Femme assise, localisation inconnue.